# Булгаков, Михаил Афанасьевич
Михаи́л Афана́сьевич Булга́ков (3 [15] мая 1891, Киев, Российская империя[…] — 10 марта 1940[…], Москва) — русский писатель советского периода, врач, драматург, театральный режиссёр и актёр. Автор романов, повестей, рассказов, пьес, киносценариев и фельетонов, написанных в 1920-е годы.
Самые известные произведения Булгакова: «Собачье сердце», «Белая гвардия», «Записки юного врача», «Театральный роман» («Записки покойника»), «Роковые яйца», «Дьяволиада», «Иван Васильевич» и роман, принёсший писателю мировую известность, — «Мастер и Маргарита», многократно экранизированный как в России, так и в других странах.

## Биография

### Ранние годы (1891—1921)
Родился 3 (15) мая 1891 года (согласно дневнику Елены Булгаковой, праздновал день рождения 16 мая) в Киеве в семье доцента (с 1902 года — профессора) Киевской духовной академии Афанасия Ивановича Булгакова (1859—1907) и его жены, преподавательницы женской прогимназии Варвары Михайловны Булгаковой (в девичестве Покровская; 1869—1922), в 1890 году начавших совместную жизнь на Воздвиженской улице, 28.
Крещён 18 мая в Крестовоздвиженской церкви на Подоле. Крёстной матерью была его бабушка Олимпиада Ферапонтовна Булгакова, крёстным отцом — Николай Иванович Петров.
В семье было семеро детей: Михаил (1891—1940), Вера (1892—1972), Надежда (1893—1971), Варвара (1895—1956), Николай (1898—1966), Иван (1900—1969) и Елена (1902—1954).

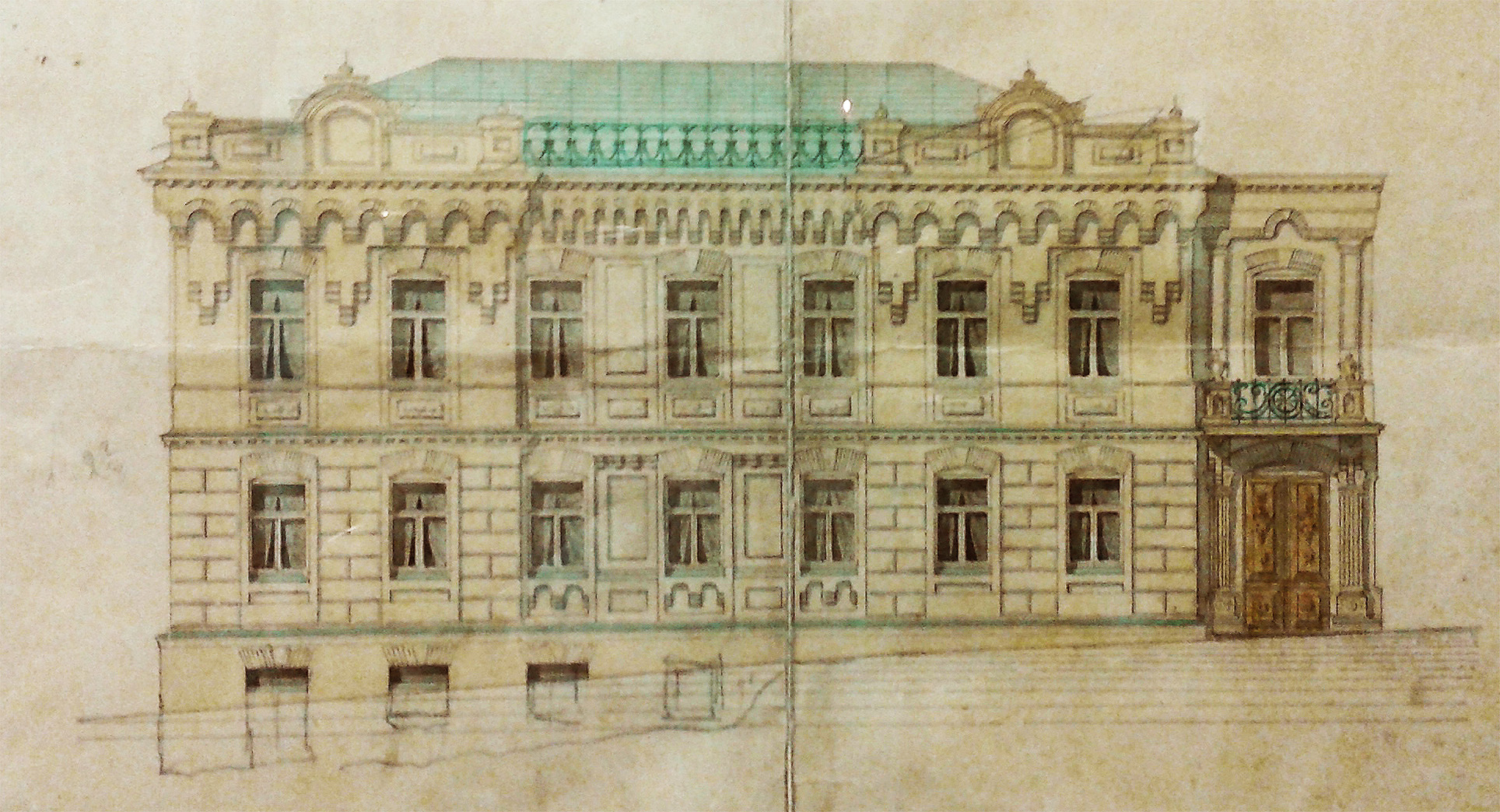
Дом Турбиных, где в 1906—1921 годах жил Булгаков

В 1909 году Михаил окончил Первую киевскую гимназию и поступил на медицинский факультет Киевского университета. Выбор профессии врача объяснялся тем, что оба брата матери, Николай и Михаил Покровские, были врачами, один — в Москве, другой — в Варшаве, оба хорошо зарабатывали. Михаил — терапевт, был врачом Патриарха Тихона, Николай — гинеколог — имел в Москве прекрасную практику. Булгаков в университете учился 7 лет — имея освобождение по состоянию здоровья (почечная недостаточность), подавал рапорт для службы врачом на флоте и после отказа медицинской комиссии попросил послать его добровольцем Красного Креста в госпиталь. 31 октября 1916 года получил диплом об утверждении «в степени лекаря с отличием со всеми правами и преимуществами, законами Российской империи, сей степени присвоенными».
В 1913 году женился на Татьяне Лаппе (1892—1982). Денежные трудности начались уже в день свадьбы. Это можно увидеть в воспоминаниях Татьяны Николаевны: «Фаты у меня, конечно, никакой не было, подвенечного платья тоже — я куда-то дела все деньги, которые отец прислал. Мама приехала на венчанье — пришла в ужас. У меня была полотняная юбка в складку, мама купила блузку. Венчал нас о. Александр». Отец Татьяны в месяц присылал 50 рублей, достойную по тем временам сумму. М. А. Булгаков не любил экономить и был человеком порыва. Если ему хотелось проехаться на такси на последние деньги, он без раздумья решался на этот шаг: «Мать ругала за легкомыслие. Придём к ней обедать, она видит — ни колец, ни цепи моей. „Ну, значит, всё в ломбарде!“»

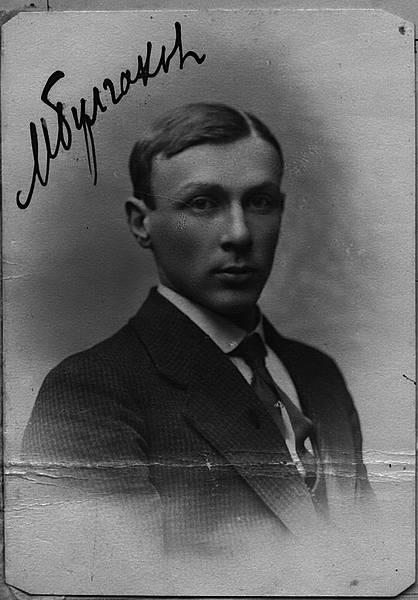
Булгаков Михаил Афанасьевич, студент Киевского университета Св. Владимира, 1916 год. Государственный архив Киева

Первая мировая война застала Булгакова на каникулах в Саратове в семье Лаппа, где он помогал организовывать лазарет, а вернувшись в Киев, подал прошение о зачислении его зауряд-врачом (врачом без диплома) и был зачислен в госпиталь Красного Креста на Печерске. После сдачи экзаменов с отличием и получения диплома врача в апреле 1916 года Булгаков получает направление в военный госпиталь в Каменце-Подольском, затем в Черновцах, где он работал несколько месяцев во время Брусиловского прорыва. Затем был направлен на работу в село Никольское Смоленской губернии, после чего работал врачом в Вязьме
С 1917 года стал употреблять морфий, сначала с целью облегчить аллергические реакции на антидифтерийный препарат, который принял, опасаясь дифтерии после проведённой операции. Затем приём морфия стал регулярным. Это состояние отразилось в рассказе «Морфий», завершённом в 1927 году. Черновик будущего произведения под названием «Недуг» Булгаков, по свидетельству первой жены, набрасывал во время болезни.
Весной 1918 года вернулся в Киев, где начал частную практику как врач-венеролог.
По свидетельству Татьяны Николаевны, записанному Чудаковой, именно первая жена в конце концов помогла будущему писателю избавиться от пагубного пристрастия, «терпела его упрёки, приступы депрессии» и впрыскивала «дистиллированную воду вместо морфия». Тем не менее, как указывает Варламов, ссылаясь на беседу Татьяны Николаевны с киевским исследователем А. П. Кончаковским, во-первых, план лечения в Киеве принадлежал доктору Ивану Павловичу Воскресенскому, который вскоре (май 1918 года) станет вторым мужем Варвары Михайловны, во-вторых, в разговоре с Л. К. Паршиным эпизод с излечением мужа Татьяна Николаевна описывала немного иначе, вовсе не упоминая ампулы с водой, в-третьих, 

…Позволим себе усомниться, что вместо морфия можно незаметно впрыскивать дистиллированную воду. Разбавлять морфий дистиллированной водой — да, оставляя таким образом количество раствора прежним, но уменьшая его концентрацию, тем самым плавно и психологически не столь болезненно редуцируя дозу. Этот способ хорошо известен и в своё время имел широкое применение.— НарКом — М. Булгаков и Де Квинси: история одного сюжета.
 С другой стороны, сколь бы ни была велика заслуга доктора Воскресенского в деле исцеления доктора Булгакова, летом 1918 года в Киеве произошло, как отмечают и Варламов, и Чудакова, чудо: после года практически ежедневного употребления морфия тяжело больной человек избавился от привязанности к наркотику и никогда больше к нему не возвращался (если не считать литературных мотивов его произведений).
Во время Гражданской войны в последние дни Гетманата (декабрь 1918 года) записался добровольцем (по иным сведениям, был мобилизован) в офицерские дружины для защиты Киева от войск Директории. В феврале 1919 года Булгаков был мобилизован как военный врач в армию Украинской Народной Республики. Затем, по своим воспоминаниям, работал врачом Красного Креста. После взятия Киева Добровольческой армией в августе 1919 года ушёл в Вооружённые силы Юга России и был назначен военным врачом в 3-й Терский казачий полк, в рядах которого принимал участие в боевых действиях на Северном Кавказе против восставших горских племён. В том числе участвовал в усмирении Чечни, позже этим событиям посвятил свой первый рассказ «Необыкновенные приключения доктора». Осенью 1919 года Булгаков находился в Грозном, занятом в тот момент деникинской армией. Там же в газете «Грозный» выходит первая статья Булгакова «Грядущие перспективы», этот фельетон по своему содержанию был резко антисоветским. Во время отступления Добровольческой армии в начале 1920 года Булгаков был болен тифом и поэтому вынужденно не покинул страну.
После выздоровления, во Владикавказе, появились его первые драматургические опыты — двоюродному брату он писал 1 февраля 1921 года: «Я запоздал на 4 года с тем, что я должен был давно начать делать — писать». С 15/28 февраля 1920 года во Владикавказе начала выходить новая, ежедневная беспартийная политическая и литературно-общественная газета «Кавказ». В числе сотрудников газеты впервые была названа фамилия Булгакова. Неизвестно, что успел Булгаков опубликовать на её страницах. Но через много лет он скажет: «Пережил душевный перелом 15 февраля 1920 года, когда навсегда бросил медицину и отдался литературе»
С 1920 по 1921 Булгаков работал в отделе политпросвета ингушского наробраза.

### Начало творчества (1919—1930)
В декабре 1917 года впервые приехал в Москву к своему дяде, известному московскому врачу-гинекологу Н. М. Покровскому, ставшему прототипом профессора Преображенского из повести «Собачье сердце».
В период 1919—1921 жил во Владикавказе, здесь началась литературная деятельность Булгакова. Он написал и поставил на сцене местного театра ряд «конъюнктурных революционных пьес» — «Самооборона», «Братья Турбины», «Парижские коммунары», «Сыновья муллы».

О своей жизни на Кавказе писатель вспоминал в повести «Записки на манжетах», охватывающей один из самых трагичных, но одновременно и поворотных периодов в его жизни.

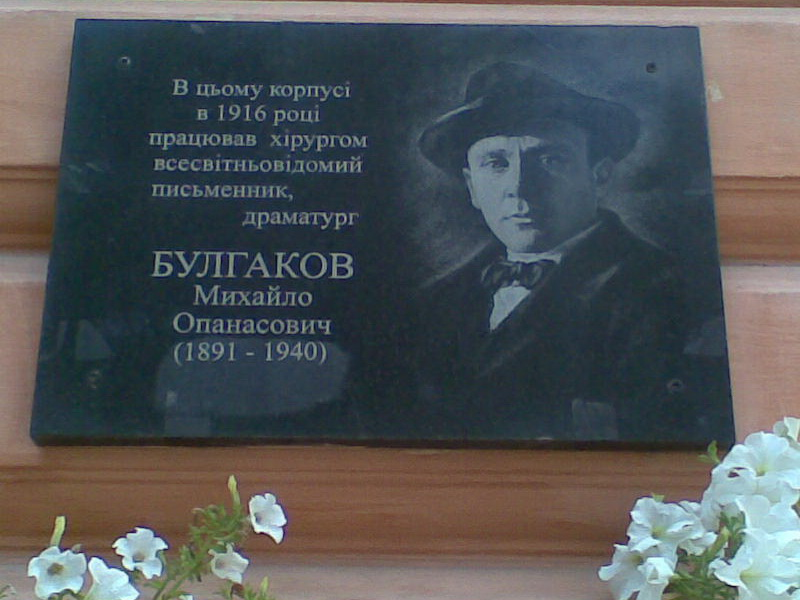
Мемориальная доска в честь Булгакова на здании областной больницы в городе Черновцы (Украина), где в 1916 году он трудился хирургом.
В 2022 году демонтирована украинскими властями

В конце сентября 1921 года окончательно переехал в Москву и начал сотрудничать как фельетонист со столичными газетами («Гудок», «Рабочий») и журналами («Медицинский работник», «Россия», «Возрождение», «Красный журнал для всех»). В это же время он опубликовал некоторые свои произведения в газете «Накануне», выпускавшейся в Берлине. С 1922 по 1926 год в газете «Гудок» было напечатано более 120 репортажей, очерков и фельетонов Булгакова.
Первый рассказ «Необыкновенные приключения доктора» был опубликован в журнале «Рупор» № 2 за 1922 год.
В 1923 году Булгаков вступил во Всероссийский союз писателей. В 1924 году он познакомился с недавно вернувшейся из-за границы Любовью Белозерской (1895—1987), которая в 1925 году стала его женой.
В № 4 и 5 ежемесячного общественно-литературного журнала «Россия» за 1925 год были напечатаны первая и вторая части романа Булгакова «Белая гвардия», третья часть тогда так и не вышла по причине закрытия журнала. В феврале в альманахе «Недра» публикуется повесть «Роковые яйца», а в июле у Булгакова вышла первая отдельная книга «Дьяволиада. Рассказы». Она была переиздана в следующем году. В середине 1926 года в Ленинграде вышла вторая книга — сборник рассказов в серии «Юмористическая иллюстрированная библиотека журнала „Смехач“», затем в этом же году — третья и последняя российская прижизненно изданная книга писателя — сборник рассказов «Трактат о жилище», опубликованный издательством «ЗИФ».

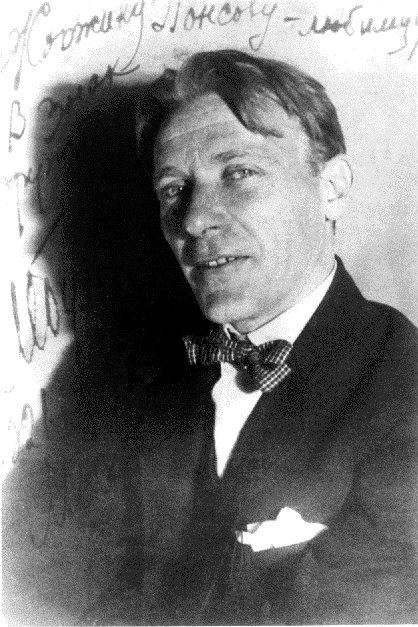
Михаил Булгаков (1926)

В 1926 году ОГПУ провело у писателя обыск, в результате которого были изъяты личный дневник и машинописные экземпляры повести «Собачье сердце», которую начальник Главлита Лебедев-Полянский в докладе ЦК партии назвал «явно контрреволюционной». Спустя несколько лет дневник был Булгакову возвращён, после чего сожжён самим автором (больше он никогда дневников не вёл). Дневник дошёл до наших дней благодаря копии, снятой на Лубянке. 22 сентября 1926 года Булгаков был вызван в ОГПУ на допрос; там он прямо признался: «В своих произведениях я проявлял критическое и неприязненное отношение к Советской России… Мои симпатии были всецело на стороне белых».
В 1926 году Булгаков стал известен как драматург, когда во МХАТе поставили его пьесу «Дни Турбиных»:91, шедшую с большим успехом. 24 сентября Наркомпрос разрешил её постановку (только во МХАТ и только на год, но позже разрешение несколько раз продлевалось). На следующий день ОГПУ запретил пьесу; окончательно разрешение утвердил Сталин на заседании Политбюро 30 сентября. Пьеса Сталину понравилась. Распространено утверждение, что Сталин смотрел спектакль 15 раз, число 15 не находит документальных подтверждений, поскольку фиксировать присутствие Сталина в театре было запрещено, однако, по мнению Л. М. Яновской, Сталин определённо смотрел спектакль неоднократно.
В своих выступлениях И. Сталин говорил, что «Дни Турбиных» — «антисоветская штука, и Булгаков не наш», но, когда пьеса была запрещена, Сталин велел вернуть её (в январе 1932 года), и до войны она больше не запрещалась. Тем не менее ни на один театр, кроме МХАТа, это разрешение не распространялось. Сталин отмечал, что впечатление от «Дней Турбиных» в конечном счёте было положительное для коммунистов (письмо В. Биллю-Белоцерковскому, опубликованное самим Сталиным в 1949 году).
Одновременно в советской прессе проходит интенсивная и крайне резкая критика творчества Булгакова. По его собственным подсчётам, за 10 лет появилось 298 ругательных рецензий и 3 благожелательных. Среди критиков были влиятельные литераторы и чиновники от литературы (Маяковский, Безыменский, Авербах, Шкловский, Керженцев, Киршон и другие).
Сознание своего полного, ослепительного бессилия нужно хранить про себя.Из письма Булгакова к Вересаеву.
В конце октября 1926 года в театре имени Вахтангова с большим успехом прошла премьера спектакля по пьесе Булгакова «Зойкина квартира».
В Москве в 1928 году прошла премьера пьесы «Багровый остров». У Булгакова возник замысел романа, позднее названного «Мастер и Маргарита». Писатель также начал работу над пьесой о Мольере («Кабала святош»).
В 1929 году познакомился с Еленой Шиловской, которая в 1932 году стала третьей и последней женой Булгакова.

### В театре (1930—1940)
В 1930 году работал в качестве режиссёра в Центральном театре рабочей молодёжи (ТРАМ). К этому году произведения Булгакова перестали печатать, его пьесы изымались из репертуара театров. Были запрещены к постановке пьесы «Бег» (запрещён в 1929 году после письма Сталину со стороны творческого объединения «Пролетарский театр»), «Зойкина квартира», «Багровый остров», спектакль «Дни Турбиных» снят с репертуара. Появившаяся в 1930 году «Литературная энциклопедия» в статье о Булгакове заявляла:
Михаил Булгаков не сумел ни оценить гибели старого, ни понять строительства нового. Его частые идейные переоценки не стали поэтому источником большого художественного творчества… М. Булгаков вошёл в литературу с сознанием гибели своего класса и необходимости приспособления к новой жизни. Принял победу народа не с радостью, а с великой болью покорности.
В 1930 году Булгаков писал брату Николаю в Париж о неблагоприятной для себя литературно-театральной ситуации и тяжёлом материальном положении. Тогда же он написал письмо правительству СССР, датированное 28 марта 1930 года, с просьбой определить его судьбу — либо дать право эмигрировать, либо предоставить возможность работать во МХАТе. 18 апреля 1930 года Булгакову позвонил И. Сталин, который порекомендовал драматургу обратиться с просьбой зачислить его во МХАТ.

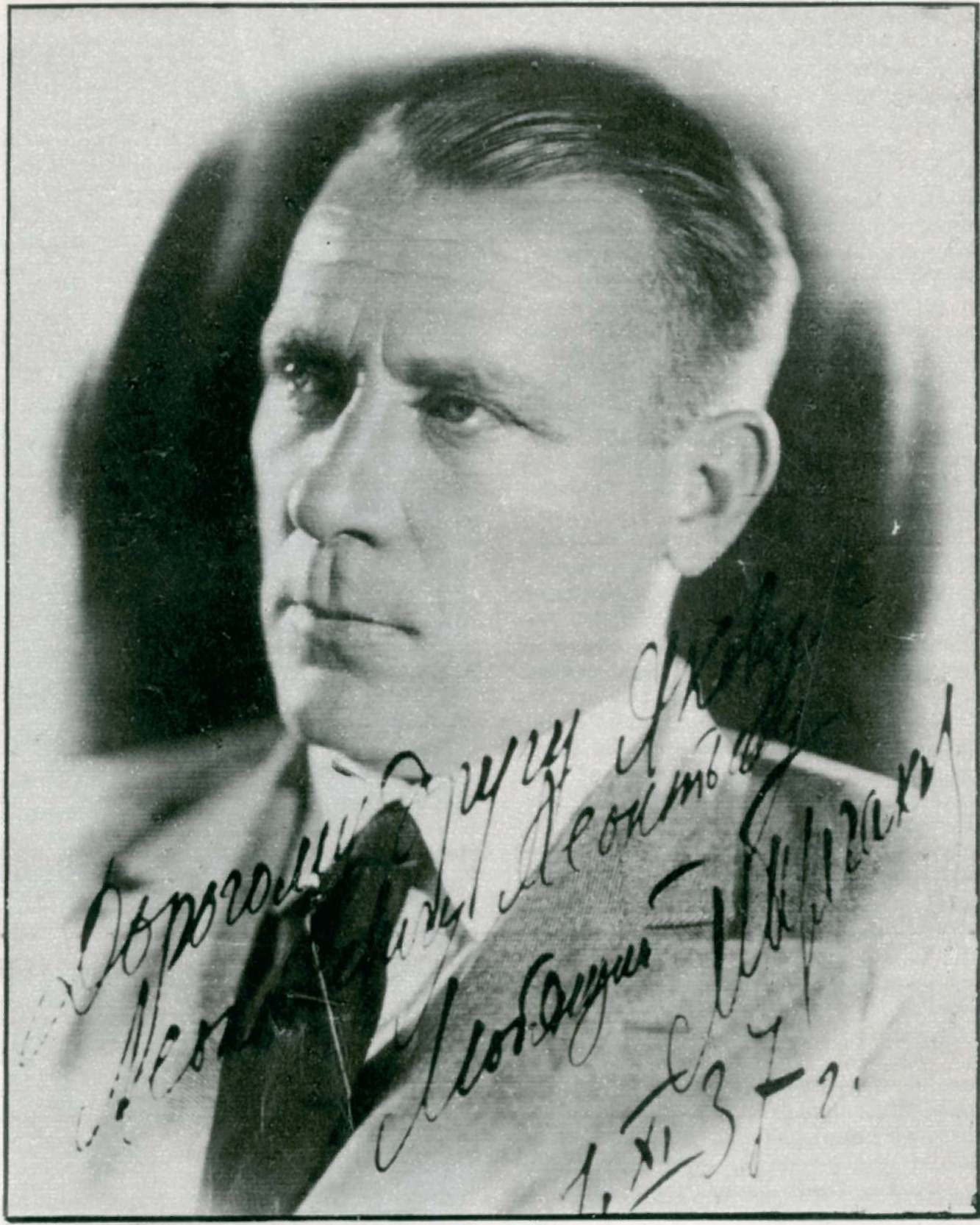
М. Булгаков в 1937 году

С 1930 по 1936 год Булгаков работал во МХАТе режиссёром-ассистентом.
В 1931 году за Булгакова хлопотал Горький, который в письме Сталину от 12 ноября сообщил:
Мне прислали фельетон Ходасевича о пьесе Булгакова. Ходасевича я хорошо знаю: это — типичный декадент, …преисполненный мизантропией и злобой на всех людей… Но всюду, где можно сказать неприятное людям, он умеет делать это умно. И — на мой взгляд — он прав, когда говорит, что именно советская критика сочинила из „Братьев Турбиных“ антисоветскую пьесу. Булгаков мне „не брат и не сват“, защищать его я не имею ни малейшей охоты. Но — он талантливый литератор, а таких у нас — не очень много. Нет смысла делать из них „мучеников за идею“. Врага надобно или уничтожить, или перевоспитать. В данном случае я за то, чтоб перевоспитать. Это — легко. Жалобы Булгакова сводятся к простому мотиву: жить нечем. Он зарабатывает, кажется, 200 р. в м-ц. Он очень просил меня устроить ему свидание с Вами. Мне кажется, это было бы полезно не только для него лично, а вообще для литераторов-„союзников“. Их необходимо вовлечь в общественную работу более глубоко.
В 1932 году на сцене МХАТа состоялась постановка спектакля «Мёртвые души» Николая Гоголя по инсценировке Булгакова. В 1934 году Булгакову было дважды отказано в выезде за границу, при этом он был принят в Союз советских писателей. 1 декабря 1934 года выступил на сцене МХАТа как актёр (первая и единственная роль Булгакова) — в роли президента суда в спектакле (акт V, картина III) «Пиквикский клуб» по Диккенсу. 27 декабря 1934 года Булгаков участвовал в постановке радиоспектакля этой инсценировки. Опыт работы во МХАТе отразился в романе Булгакова «Театральный роман» («Записки покойника»), материалом для образов которого стали многие сотрудники театра.
Спектакль «Кабала святош» («Мольер») увидел свет в феврале 1936 года — после почти пяти лет репетиций. Хотя Е. С. Булгакова отметила, что премьера, состоявшаяся 16 февраля, прошла с громадным успехом, после семи представлений постановка была запрещена, а в «Правде» опубликовали разгромную статью об этой «фальшивой, реакционной и негодной» пьесе. После статьи в «Правде» Булгаков ушёл из МХАТа и стал работать в Большом театре как либреттист и переводчик. В 1937 году М. Булгаков работает над либретто «Минин и Пожарский» и «Пётр I». Дружил с Исааком Дунаевским.
В 1939 году работал над либретто «Рашель», а также над пьесой об И. Сталине («Батум»). Пьеса уже готовилась к постановке, а Булгаков с женой и коллегами выехал в Грузию для работы над спектаклем, когда пришла телеграмма об отмене спектакля: Сталин счёл постановку пьесы неуместной.
С этого момента (по воспоминаниям Е. С. Булгаковой, В. Виленкина и др.) здоровье М. Булгакова стало резко ухудшаться, он стал терять зрение. Врачи диагностировали у Булгакова гипертонический нефросклероз — болезнь почек. Булгаков начал употреблять морфий, прописанный ему в 1924 году, с целью снятия болевых симптомов. Следы морфия были обнаружены на страницах рукописи романа «Мастер и Маргарита» спустя три четверти века после смерти Булгакова. В этот же период писатель начал диктовать жене последний вариант романа «Мастер и Маргарита». Роман впервые был опубликован в журнале «Москва» в 1966 году, то есть спустя 26 лет после смерти писателя, и принёс Булгакову мировую известность.

### Смерть и похороны

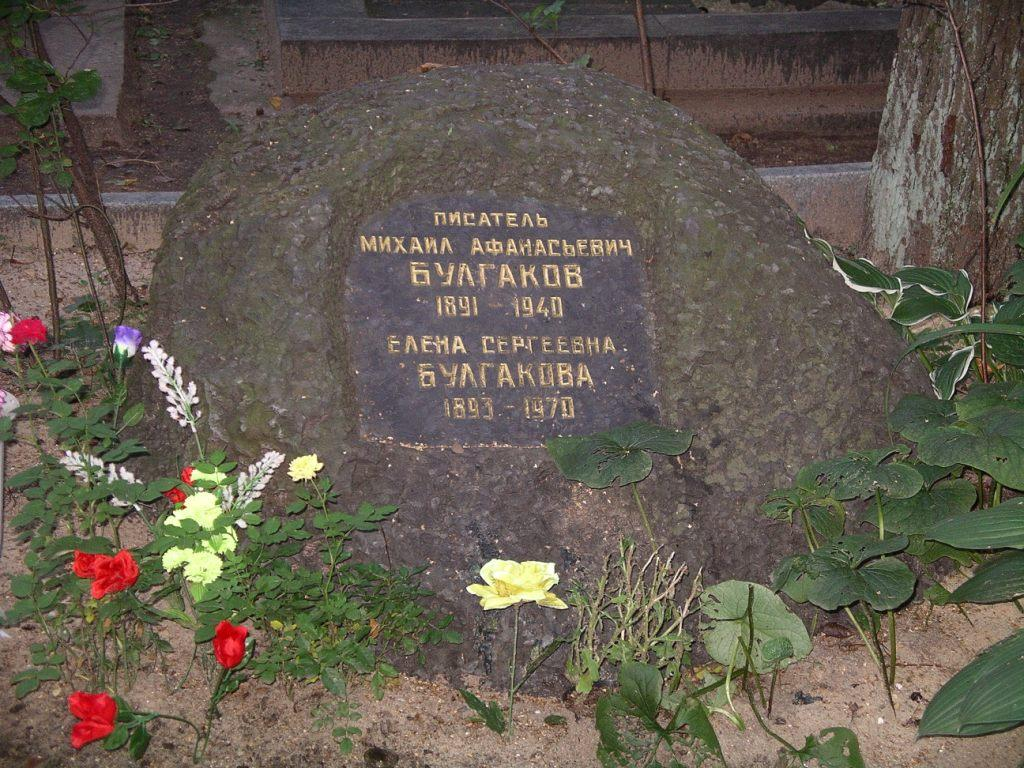
Камень с могилы Гоголя на могиле Булгакова

С февраля 1940 года друзья и родные постоянно дежурили у постели Булгакова, почти утратившего речь. 10 марта 1940 года, на 49-м году жизни, Булгаков скончался. 11 марта состоялась гражданская панихида в здании Союза Советских писателей. Перед панихидой московский скульптор Сергей Меркуров снял с лица Булгакова посмертную маску.
Тело Булгакова кремировали, прах был захоронен 12 марта на Новодевичьем кладбище.
14 октября 1940 года в Москве в Доме актёра состоялось траурное собрание, посвящённое памяти Булгакова.
На его могиле по ходатайству вдовы Е. С. Булгаковой был установлен камень, прозванный «голгофой», который ранее стоял на могиле Гоголя. В. Я. Лакшин вспоминает (цитируется по книге Е. С. Булгаковой «Воспоминания о Михаиле Булгакове»):
До начала 50-х годов на могиле Булгакова не было ни креста, ни камня — лишь прямоугольник травы с незабудками да молодые деревца, посаженные по четырём углам надгробного холма. В поисках плиты или камня Е. С. захаживала в сарай к гранильщикам и подружилась с ними (она вообще легко сходилась с простыми людьми — малярами, штукатурами). Однажды видит: в глубокой яме среди обломков мрамора, старых памятников мерцает огромный чёрный ноздреватый камень. „А это что?“ — „Да Голгофа“. — „Как Голгофа?“ Объяснили, что на могиле Гоголя в Даниловском монастыре стояла Голгофа с крестом. Потом, когда к гоголевскому юбилею 1952 года сделали новый памятник, „Голгофу“ за ненадобностью бросили в яму.
„Я покупаю“, — не раздумывая сказала Е. С. „Это можно, — отвечают ей, — да как его поднять?“ — „Делайте что угодно, я за всё заплачу… Нужны будут мостки, делайте мостки от сарая к самой могиле… Нужны десять рабочих — пусть будут десять рабочих…“
Камень перевезли, и глубоко ушёл он в землю над урной Булгакова. Стёсанный верх без креста, со сбитой строкой из Евангелия, — он выглядел некрасиво. Тогда всю глыбу перевернули — основанием наружу.

## Особенности творчества
Дарование Булгакова развивалось очень быстро, проявлялось теми или иными гранями в текстах разных жанров. За короткое время он успел выступить в рассказах, фельетонах и очерках, романах и повестях, пьесах:46. Уже рассказы, очерки и фельетоны Булгакова выделялись среди русской юмористики 1920-х годов своим художественным уровнем. В сатирических произведениях Булгакова — структуре художественных образов, необычности и парадоксальности ситуаций, в которых оказываются персонажи, приёмах и средствах осмеяния — проявляется карнавальное мироощущение писателя:52. Для фельетонов Булгакова характерно умение соединить две, казалось бы, несовместимые стихии — факт и вымысел, беллетризировать факт, сочетать документ с художественным вымыслом. Наблюдается тенденция сближения фельетона и рассказа, фельетон у Булгакова близок к сатирическому рассказу. Автор стилизует фельетоны под новеллу, страничку из дневника, применяет форму письма, диалог и др.:53—54 В своей малой сатирической прозе Булгаков применял гиперболу и гротеск, обнажал и усиливал контрасты, заострял едва намечавшиеся тенденции:54.
С середины 1920-х годов Булгаков стал использовать в своих произведениях многочисленные скрытые аллюзии, элементы тайнописи. Искусство неявных значений стало привлекать его не только своими художественно-интеллектуальными возможностями, но и возможностью затронуть рискованные темы и проблемы, находившиеся под запретом. Одновременно с началом широкого использования Булгаковым подобных средств и форм в его творчестве появляется и начинает переплетаться с ними фантастический элемент. По-видимому, как фантастика, так и иносказание выражали собой стремление писателя обобщённо и ёмко осмыслить происшедшие и происходящие в стране перемены, соотнести их с глубокими философскими проблемами, историческими проблемами, нравственными нормами. Фантастика и иносказание помогали Булгакову в поиске внутренней свободы для осмысления окружающей действительности. Мистические образы были для Булгакова лишь средством решения социально-сатирических и философских задач, но не частью мировоззрения:157.
Булгаковские тексты часто заключают в себе многослойные семантические структуры. В них пересекаются различные смысловые пласты, происходит их взаимопроникновение, присутствует игра скрытых значений и многократно варьирующихся взаимоотражений, приводящие к особым образно-смысловым эффектам. В рамках этой сложной и гармоничной системы одним из важных элементов является аллюзионно-ассоциативный, в том числе использование прототипов, намёков на реальные, имевшие место в действительности события, факты, деятелей.
В произведениях Булгакова часто встречаются реальные имена существовавших в действительности людей или же намёки на них, описания исторических событий, городов и улиц, сёл, предметов быта, зданий. Чуть ли не каждая строка содержит намёки на реальные подробности жизни писателя, и потому булгаковская проза, даже насыщенная фантастикой, читается как записки очевидца:95. Булгаков в своих текстах почти всегда предпочитал использовать реальный историко-топографический фон, помещать персонажей в тех местах, которые самому автору были прекрасно известны, где он жил, работал либо же бывал в гостях у друзей или знакомых. По причине насыщенности конкретными деталями и образами проза Булгакова нуждается в разветвлённом комментировании:95.
Текстам Булгакова присуща редкая сила выразительности, конкретность восприятия жизни, умение даже метафизическое явление изобразить максимально чётко, без расплывчатости и без аллегоризма — так, как если бы это происходило у читателя на глазах и чуть ли не с ним самим. Характерна точность в колорите места и времени — и в изображении Москвы, современной писателю, и в изображении древнего Ершалаима в «Мастере и Маргарите».
Булгаков стал продолжателем традиции Салтыкова-Щедрина в литературе. Сатира у Булгакова так же глубока и беспощадна, как у Щедрина:108. Булгакову присущи остроумие и блеск фантазии, стремительность «быстрой» прозы, умение создать занимательный сюжет и в то же время не изменить художественной правде, сделавшие его одним из самых популярных писателей XX века:103. Для сатиры Булгакова характерна реалистичность, историческая и психологическая достоверность, в ней живописно и убедительно соединены время, города и люди:114.
Булгакову присуще мастерское владение диалогом, речь булгаковских персонажей индивидуализирована, писатель умело отображает богатство речевой интонации, его портретные зарисовки очень выразительны:448. Карнавальное мироощущение писателя проявляется, в частности, в языке произведений Булгакова: то торжественно-величавом, высоком, то подчёркнуто грубоватом и фамильярном, откровенно-циничном:267.
Неповторимый колорит, присущий булгаковским произведениям, создаётся во многом благодаря употреблению эмоционально-экспрессивной лексики, и чаще всего — просторечия. Вместе с другими видами эмоционально-экспрессивной лексики оно является важнейшим у Булгакова жанрово-стилистическим средством передачи индивидуализированной речи персонажей. Так, в повести «Собачье сердце» использование просторечия в диалогах обусловлено не только сюжетом и авторским замыслом, но и в значительной мере социальным происхождением героев. Просторечие придаёт речи персонажей оттенки грубоватости, непринуждённости, позволяет автору зримо обрисовать широкий спектр человеческих характеров и особенности взаимоотношений между персонажами.
Булгаков видел ту проблему, которую Бунин в книге «Окаянные дни» назвал болезнью и распадом языка, его ломкой и засорением, в том числе в народной среде. Отсюда насмешки Булгакова над аббревиатурами, канцеляризмами, революционным жаргоном, самоуверенной безграмотностью газетчиков (эти проблемы он высмеивает, например, в фельетоне «Караул!», пьесе «Бег», повести «Роковые яйца»). Однако сам Булгаков не дистанцируется от этого языка эпохи перелома, объединяющего «неправильную» живую народную речь, церковный высокий стиль, библейские образы, книжный интеллигентный разговор, риторику митингов и канцелярский стиль. Язык сатиры Булгакова богат во многом за счёт этой неправильности и распада, умелого употребления всех штампов и нелепостей, соединения несовместимых говоров и жаргонов. Отсюда неповторимый комизм булгаковских произведений:101.
Будучи противником формализма, канцелярщины, бумаготворчества, Булгаков порой прибегает к издевательской насмешливой имитации различных документов и деловых бумаг:266. Он также высмеивает популярные лозунги и плакаты, использует пародийные названия учреждений и организаций:267.
Комизм в произведениях Булгакова создаётся ещё и благодаря использованию всевозможных тропов: сравнения и гиперболические, парадоксальные сопоставления, эпитеты, окрашенные обличительной экспрессией. Булгаков нередко применяет каламбуры, в основе которых лежат омонимы, омографы, паронимы, шуточная этимологизация, реализация метафор, переосмысление и модернизация устоявшихся фразеологизмов:266. Персонажи произведений Булгакова нередко носят стилистически сниженные антропонимы, «говорящие» фамилии, пародийные и комические:267.

## Писатель и современники
Булгакова связывали дружеские отношения с В. В. Вересаевым, М. А. Волошиным. Однажды на именинах у жены драматурга Тренёва, его соседа по писательскому дому, Булгаков и Б. Л. Пастернак оказались за одним столом. Пастернак с каким-то особенным придыханием читал свои переводы стихов с грузинского. После первого тоста за хозяйку Пастернак объявил: «Я хочу выпить за Булгакова!» В ответ на возражение именинницы-хозяйки: «Нет, нет! Сейчас мы выпьем за Викентия Викентьевича, а потом за Булгакова!» — Пастернак воскликнул: «Нет, я хочу за Булгакова! Вересаев, конечно, очень большой человек, но он — законное явление. А Булгаков — незаконное!»
«Трудового графа» А. Н. Толстого Булгаков недолюбливал как за его бытовое (кутежи и прочее), так и за писательское поведение. Историческая драма Толстого и Щёголева «Заговор императрицы» о Распутине и Николае II была написана фактически по известному Толстому замыслу Булгакова начала 1920-х годов. Умение Толстого владеть разными пластами русской речи Булгаков оставлял без внимания — возможно, потому, что сам умел писать не хуже. Также, по мнению Булгакова, Толстому не делала чести слишком скорая эволюция взглядов на Петра I (ср. «День Петра» (1918), «На дыбе» (1929) и «Пётр Первый»), а в отношении опоры на источники романа «Пётр Первый» Булгаков, со слов Елены Сергеевны, говорил, что мог бы написать такой роман в голой комнате без единой книги.
В романе «Мастер и Маргарита» Булгаков широко использовал намёки на современных ему литераторов. Так, среди возможных прототипов Михаила Александровича Берлиоза — один из основателей РАППа Леопольд Авербах, публицист Михаил Кольцов, журналист Фёдор Раскольников, театральный критик Владимир Блюм и другие советские идеологи:249. Кроме того, у Берлиоза есть некоторое портретное сходство с Демьяном Бедным:163. В число прототипов Бездомного (Ивана Николаевича Понырева), по-видимому, входили Александр Безыменский, Иван Приблудный и Демьян Бедный:251, а к прототипам Понырева в эпилоге «Мастера и Маргариты» — уже не поэта Бездомного, а профессора и сотрудника Института истории и философии — относят одного из друзей Михаила Афанасьевича Павла Попова и сценариста Сергея Ермолинского:162. Поэт Рюхин, доставивший Ивана Бездомного в клинику профессора Стравинского, имеет, по мнению некоторых исследователей, сходство с Маяковским. Отношения между Владимиром Владимировичем и Михаилом Афанасьевичем были непростыми — так, Маяковский в сатирической пьесе «Клоп» включил фамилию Булгаков в список слов-анахронизмов, незнакомых будущим поколениям:308—309.
Прототип прапорщика-футуриста Михаила Шполянского в романе «Белая гвардия» — известный впоследствии литератор и филолог В. Б. Шкловский, тогда эсер. В «Театральном романе» у многих персонажей есть прототипы: в частности, прототип Ивана Васильевича — Константин Станиславский, Аристарха Платоновича — Владимир Немирович-Данченко, Поликсены Торопецкой — Ольга Бокшанская, секретарша Немировича-Данченко, сестра Елены Сергеевны Булгаковой.

## Семья

### Родители
- Отец — Афанасий Иванович Булгаков (1859—1907), русский богослов и историк церкви.
- Мать — Варвара Михайловна Булгакова (1869—1922), в девичестве — Покровская, преподаватель в прогимназии.

### Братья и сёстры
- Вера Афанасьевна (1892—1972) — жена переводчика Николая Давыдова (сына Николая Давыдова и правнука Дениса Давыдова).
- Надежда Афанасьевна (1893—1971) — в замужестве Земская, деятель образования.
- Варвара Афанасьевна (1895—1956) — прототип Елены Тальберг (Турбиной) в романе «Белая гвардия».
- Николай Афанасьевич (1898—1966) — русский и французский учёный, биолог, бактериолог, доктор философии.
- Иван Афанасьевич (1900—1969) — музыкант-балалаечник, с 1921 года в эмиграции, сначала в Варне, потом в Париже.
- Елена Афанасьевна (1902—1954) — прототип «синеглазки» в повести Валентина Катаева «Алмазный мой венец».

### Жёны
- 1913—1925: Татьяна Николаевна Лаппа (1892—1982) — первая жена. Брак заключён 23 апреля 1913 года. Распался не позднее октября 1924 года. Развод оформлен в марте 1925 года. Являлась прототипом персонажа Анны Кирилловны в рассказе «Морфий».
- 1925—1931: Любовь Евгеньевна Белозерская (1895—1987) — вторая жена. Брак заключён 30 апреля 1925 года. Развод оформлен 3 октября 1932 года. Автор книги о жизни с Булгаковым «О, мёд воспоминаний»[64].
- 1932—1940: Елена Сергеевна Шиловская (1893—1970) — третья жена. Брак заключён 4 октября 1932 года. Вдова с 10 марта 1940 года. Более замуж никогда не выходила. По условиям завещания от 10 октября 1939 года являлась единственной наследницей имущества и авторского права Михаила Булгакова (впоследствии наследниками стали её дети от предыдущего брака). Считается основным прототипом персонажа Маргариты в романе «Мастер и Маргарита».

### Прочие
- Николай Иванович Булгаков (1867—1910) — дядя, преподавал в Тифлисской духовной семинарии[65].
- Пётр Иванович Булгаков (1859/1862—1931) — дядя, священник, предполагаемый автор коротких рассказов («Власть лукавого» и др.)[66][67].
- Михаил Михайлович Покровский (1882—1943) — дядя, врач-терапевт.
- Николай Михайлович Покровский (1878—1942) — дядя, врач-гинеколог, основной прототип профессора Филиппа Филипповича Преображенского из повести «Собачье сердце».
- Елена Андреевна Земская (1926—2012) — племянница, российский языковед, исследователь русской разговорной речи.

## Адреса в Москве

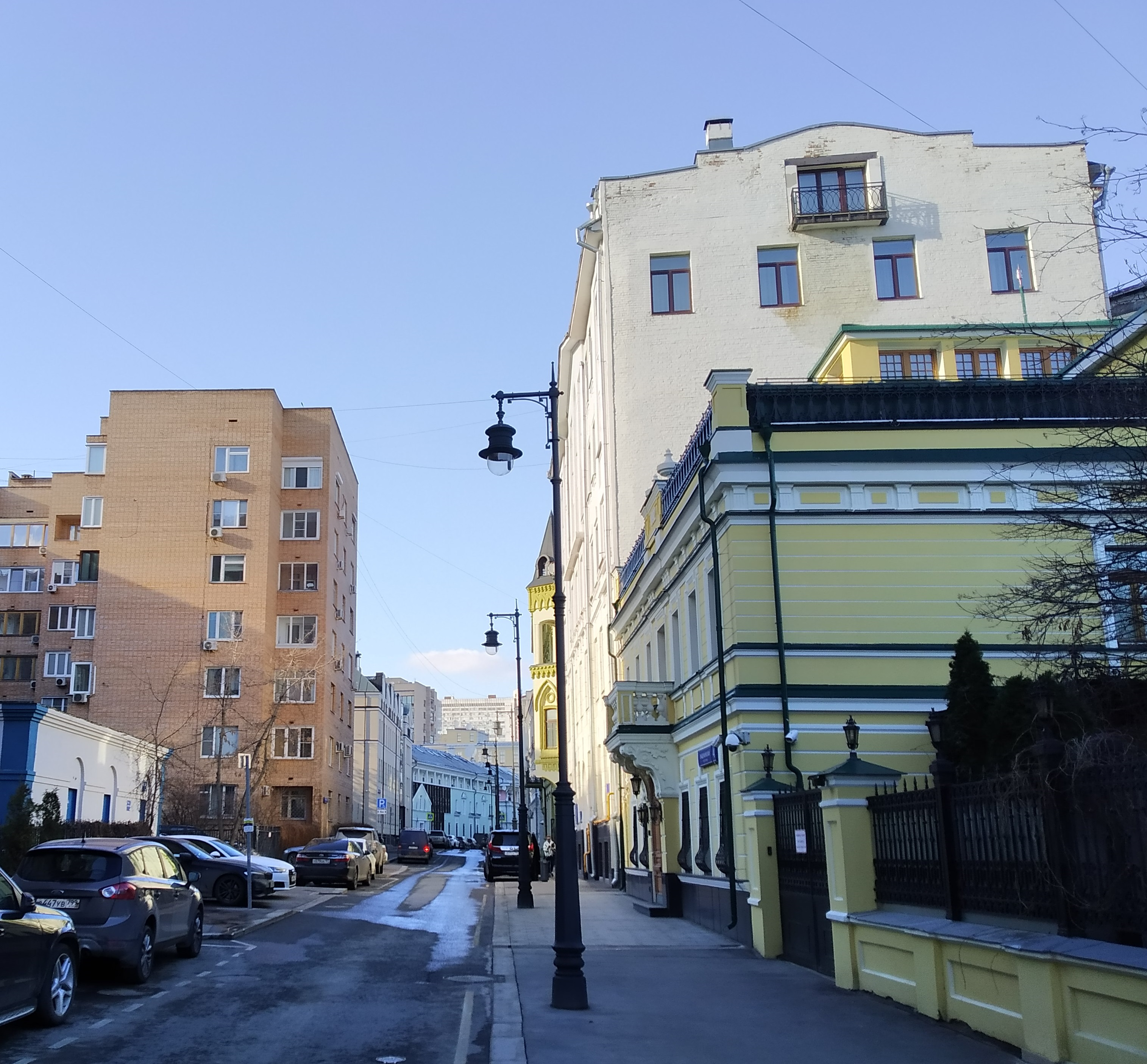
Нащокинский переулок в 2024 году

В скобках приведены современные названия. Известно, что Булгаковы зачастую игнорировали «советские» наименования (в частности, Елена Сергеевна в дневниках писала о Нащокинском переулке, хотя на момент переезда он был уже улицей Фурманова). Обухов переулок был переименован в Чистый до переезда Булгакова, в 1922 году, однако в источниках иногда упоминается под старым именем.
- 1921 — Малая Царицынская (Малая Пироговская улица), 18[72].
- 1921—1924 — Большая Садовая, 10, кв. 50[73].
- 1924 — там же, кв. 34[73].
- 1924 — улица Герцена (Большая Никитская улица), 46[73][74].
- 1924—1926 — Чистый переулок, 9[71].
- 1926—1927 — Малый Лёвшинский переулок, 4[75].
- 1927—1934 — Большая Пироговская улица, 35-а, кв. 6[76].
- 1934 (18 февраля) — 1940 (10 марта) — улица Фурманова (Нащокинский переулок), 3/5, кв. 44[77][78][79][80][81].

## Произведения

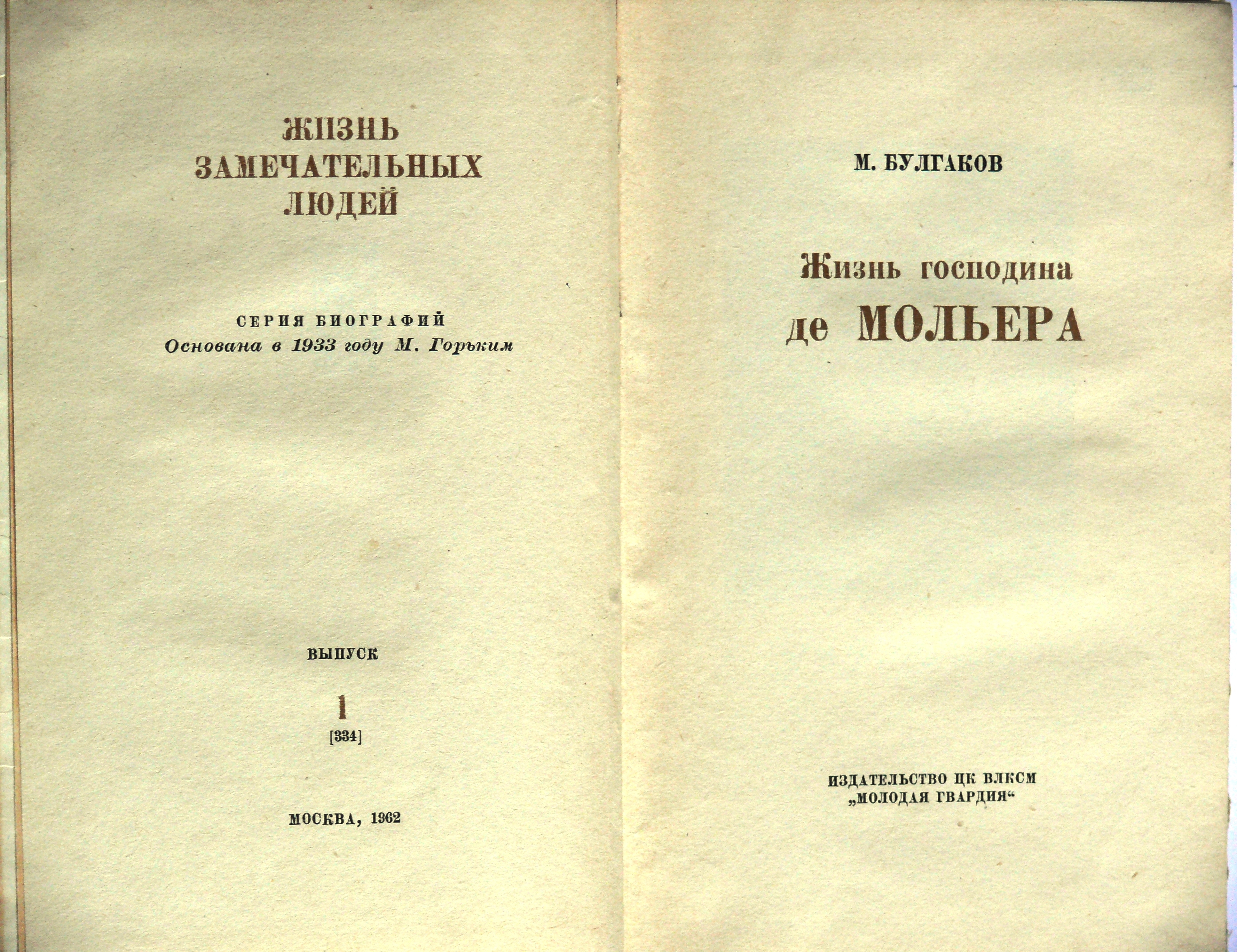
Титульный лист книги М. Булгакова «Жизнь господина де Мольера», ЖЗЛ, 1962

### Повести и романы
- «Белая гвардия» (роман, 1922—1924)
- «Дьяволиада» (повесть, 1923)
- «Записки на манжетах» (повесть, 1923)
- «Багровый остров» (повесть, опубликована в Берлине в 1924 году)
- «Роковые яйца» (повесть, 1924)
- «Собачье сердце» (повесть, 1925, в СССР опубликована в 1987 году)
- «Тайному другу» (неоконченная повесть, 1929, в СССР опубликована в 1987 году)
- «Жизнь господина де Мольера» (роман, 1933, в СССР опубликован в 1962 году)
- «Театральный роман» («Записки покойника») (неоконченный роман (1936—1937), в СССР опубликован в 1965 году)
- «Мастер и Маргарита» (роман, 1929—1940, в СССР опубликован в 1966—1967 годах, второй вариант в 1973 году, окончательный вариант в 1990 году)

### Пьесы, либретто, киносценарии
- «Зойкина квартира» (пьеса, 1925, в СССР поставлена в 1926, вышла массовым тиражом в 1982 году)
- «Дни Турбиных» (пьеса, написанная на основе романа «Белая гвардия», 1925, в СССР поставлена в 1925, вышла массовым тиражом в 1955 году)
- «Бег» (пьеса, 1926—1928)
- «Багровый остров» (пьеса, 1927, в СССР опубликована в 1968 году)
- «Кабала святош» (пьеса, 1929 (в СССР поставлена в 1936), в 1931 году была допущена цензурой к постановке с рядом купюр под названием «Мольер», но и в таком виде постановка была отложена)
- «Мёртвые души» (инсценировка романа, 1930)[комм. 7]
- «Адам и Ева» (пьеса, 1931)
- «Полоумный Журден» (пьеса, 1932, в СССР опубликована в 1965 году)
- «Блаженство (Сон инженера Рейна)» (пьеса, 1934, в СССР опубликована в 1966 году)
- «Ревизор» (киносценарий, 1934)
- «Александр Пушкин» («Последние дни») (пьеса, 1935; в СССР поставлена в 1943, опубликована в 1955 году)
- «Необычайное происшествие, или Ревизор» (пьеса по комедии Николая Гоголя, 1935)
- «Иван Васильевич» (пьеса, 1936)
- «Минин и Пожарский» (либретто оперы, 1936, в СССР опубликовано в 1980 году)
- «Чёрное море» (либретто оперы, 1936, в СССР опубликовано в 1988 году)
- «Рашель» (либретто оперы по мотивам рассказа «Мадмуазель Фифи» Ги де Мопассана, 1937—1939, в СССР опубликовано в 1988 году)
- «Батум» (пьеса о юности И. В. Сталина, первоначальное название «Пастырь», 1939, в СССР опубликована в 1988 году)
- «Дон Кихот» (либретто оперы по роману Мигеля де Сервантеса, 1939)

### Рассказы
- «№13. — Дом Эльпит-Рабкоммуна» (1922)
- «Арифметика» (сборник «Заметки и миниатюры», 1922)
- «В ночь на 3-е число» (сборник «Заметки и миниатюры», 1922)
- «Как он сошёл с ума» (сборник «Заметки и миниатюры», 1922)
- «Каэнпе и капе» (сборник «Заметки и миниатюры», 1922)
- «Красная корона» (сборник «Заметки и миниатюры», 1922)
- «Налёт. В волшебном фонаре» (сборник «Заметки и миниатюры», 1922)
- «Необыкновенные приключения доктора» (сборник «Заметки и миниатюры», 1922)
- «Ноября 7-го дня» (сборник «Заметки и миниатюры», 1922)
- «Остерегайтесь подделок!» (сборник «Заметки и миниатюры», 1922)
- «Птицы в мансарде» (сборник «Заметки и миниатюры», 1922)
- «Рабочий город-сад» (сборник «Заметки и миниатюры», 1922)
- «Советская инквизиция» (сборник «Заметки и миниатюры», 1922)
- «Китайская история. 6 картин вместо рассказа» (1923)
- «Сорок сороков» (1923)
- «Воспоминание…» (рассказ, посвящённый смерти В. И. Ленина, 1924)
- «Ханский огонь» (1924)
- «Полотенце с петухом» (цикл «Записки юного врача», 1925)
- «Крещение поворотом» (цикл «Записки юного врача», 1925)
- «Стальное горло» (цикл «Записки юного врача», 1925)
- «Вьюга» (цикл «Записки юного врача», 1925)
- «Тьма египетская» (цикл «Записки юного врача», 1925)
- «Пропавший глаз» (цикл «Записки юного врача», 1925)
- «Звёздная сыпь» (цикл «Записки юного врача», 1925)
- «Праздник с сифилисом» (юмористический рассказ, 1925)
- «Я убил» (1926)
- «Морфий» (1926)
- «Трактат о жилище» (сборник «Трактат о жилище», 1926)
- «Псалом» (сборник «Трактат о жилище», 1926)
- «Четыре портрета» (сборник «Трактат о жилище», 1926)
- «Самогонное озеро» (сборник «Трактат о жилище», 1926)

### Публицистика и фельетоны
- «Благим матом» (1925)
- «Богема» (1925)
- «Братский подарок немецких рабочих» (1922)
- «Брачная катастрофа» (1924)
- «Бубновая история» (1926)
- «Буза с печатями» (1925)
- «Бурнаковский племянник» (1924)
- «Бывший Зингер. Гос. механический завод в Подольске» (1922)
- «В кафэ» (1920)
- «В обществе и свете» (1924)
- «В театре Зимина. Наброски карандашом» (1923)
- «В школе городка III Интернационала» (1923)
- «Вагонно-ремонтный завод московского трамвая» (1922)
- «Война воды с железом» (очерк, 1924)
- «Волчки на колёсах» (1922)
- «Восстановите платформу!» (1925)
- «Гениальная личность» (1925)
- «Гибель Шурки-уполномоченного. Дословный рассказ рабкора» (1924)
- «Глав-полит-богослужение» (1924)
- «Горемыка-Всеволод. История одного безобразия» (1925)
- «Государственный завод минеральных и фруктовых вод № 1» (1922)
- «Громкий рай» (1926)
- «Грядущие перспективы» (1919)
- «Двуликий Чемс» (1925)
- «Дело идёт» (Рабочая газета, М., 11 августа 1922)
- «Дело расширяется» (Рабочая газета, М., 22 августа 1922)
- «День нашей жизни» (Накануне, Берлин — М., 2 сентября 1923)
- «Детский рассказ» (Советский артист, М., 1 января 1939)
- «Динамит!!!» (Гудок, М., 30 сентября 1925)
- «Допрос с беспристрастием» (Гудок, М., 9 августа 1924)
- «Дрожжи и записки» (Гудок, М., 30 июля 1925)
- «Дьяволиада. Повесть о том, как близнецы погубили делопроизводителя» (Недра, М., март 1924, № 4)
- «Египетская мумия. Рассказ члена Профсоюза» (Смехач, Л., 10 сентября 1924, № 16)
- «Желанный платило» (Гудок, М., 10 декабря 1924)
- «Заколдованное место» (Гудок, М., 9 января 1925)
- «Залог любви» (Гудок, М., 12 февраля 1925)
- «Запорожцы пишут письмо турецкому султану» (Гудок, М., 3 июня 1925)
- «Заседание в присутствии члена» (Гудок, М., 17 июля 1924)
- «Звездная сыпь» (Медицинский работник, М., август 1926, № 29, № 30)
- «Звуки польки неземной» (Гудок, М., 19 ноября 1924)
- «Знаменосцы грядущих боёв. День 3-го сентября» (Рабочая газета, М., 5 сентября 1922)
- «Золотистый город» (Накануне, Берлин — М., сентябрь—октябрь 1923)
- «Библифетчик» (фельетон, 1924)
- «Беспокойная поездка. Монолог начальства. Не сказка, а быль» (фельетон, 1923)
- «Безобразия на заводе „Яриг“» (фельетон, 1922)
- «Аптека» (фельетон, 1925)
- «Автоклавы нужно получить, а корпус достроить» (фельетон, 1922)
- «Акафист нашему качеству» (фельетон, 1926)
- «Американские рабочие отдают нам свой труд» (фельетон, 1922)
- «Банан и Сидараф» (фельетон, 1924)
- «Банщица Иван» (фельетон, 1925)
- «Белобрысова книжка. Формат записной» (фельетон, опубликован в Берлине в 1924 году)
- «Брачная катастрофа» (фельетон, 1924)
- «Воспаление мозгов» (фельетон, 1926)
- «Летучий голландец» (фельетон, 1926)
- «Паршивый тип» (фельетон, 1926)
- «Говорящая собака» (фельетон, 1924)
- «Двуликий Чемс» (рассказ)
- «Залог любви» (рассказ)
- «Звуки польки неземной» (рассказ)
- «Золотые корреспонденции Ферапонта Ферапонтовича Капорцева» (фельетон, 1926)
- «Золотистый город» (рассказ)
- «Игра природы» (рассказ)
- «Как Бутон женился» (рассказ)
- «Кондуктор и член императорской фамилии» (рассказ)
- «Колесо судьбы» (рассказ)
- «Мадмазель Жанна» (рассказ)
- «Мертвые ходят» (рассказ)
- «Москва краснокаменная» (рассказ)
- «Они хочуть свою образованность показать…»
- «О пользе алкоголизма» (рассказ)
- «Площадь на колёсах» (фельетон, 1926)
- «Под стеклянным небом» (рассказ)
- «Похождения Чичикова» (фельетон, 1922)
- «Приключения покойника» (рассказ)
- «Просвещение с кровопролитием» (рассказ)
- «Путевые заметки» (рассказ)
- «Работа достигает 30 градусов»
- «Самоцветный быт» (фельетон, 1926)
- «Смычкой по черепу»
- «Сорок сороков»
- «Спиритический сеанс»
- «Стенка на стенку» (рассказ)
- «Столица в блокноте» (рассказ)
- «Таракан» (рассказ)
- «Угрызаемый хвост» (рассказ)
- «Целитель» (рассказ)
- «Черный маг»
- «Шансон д'этэ»
- «Шпрехен зи дейтч?»
- «Был май…»
- «Вода жизни» (фельетон, 1926)
- «Грядущие перспективы» (фельетон, 1919)
- «В кафе» (фельетон, 1920)
- «Неделя просвещения» (фельетон, 1921)
- «Торговый ренессанс» (фельетон, 1922, (в СССР опубликован в 1988 году)
- «Чаша жизни» (фельетон, 1922)
- «Бенефис лорда Керзона» (фельетон, опубликован в Берлине в 1923 году)
- «День нашей жизни» (фельетон, 1923)
- «Московские сцены» (фельетон, 1923)
- «Комаровское дело» (фельетон, 1923)
- «Киев-город» (фельетон, 1923)
- «Лестница в рай» (фельетон, 1923)
- «Часы жизни и смерти» (очерк, посвящённый смерти В. И. Ленина, 1924)
- «В часы смерти» (очерк, посвящённый смерти В. И. Ленина, 1924)
- «Египетская мумия» (фельетон, 1924)
- «Москва 20-х годов» (фельетон, 1924)
- «Путешествие по Крыму» (очерк, 1925)
- «Письмо М. А. Булгакова правительству СССР» (открытое письмо, 1930)

## Экранизации
| Год            | Страна             | Название                                                                                  | Режиссёр                        | В ролях | Примечание |
| -------------- | ------------------ | ----------------------------------------------------------------------------------------- | ------------------------------- | --- | --- |
| 1960           | Великобритания     | «Театр двадцатого века: Белая гвардия» (англ. Twentieth Century Theatre: The White Guard) | Рудольф Картье                  | Мариус Геринг (Алексей Турбин), Пол Дэйнмэн (Николай Турбин), Сара Лоусон (Елена Тальберг), Ричард Уорнер (Владимир Тальберг), Руперт Дэйвис (Мышлаевский), Дэвид Кэмерон (Шервинский), Тимоти Бэйтсон (Лариосик) | Телеспектакль BBC |
| 1968           | СССР               | «Последние дни»                                                                           | Александр Белинский             | И. Лаврентьева (Пушкина), А. Шуранова (Гончарова), А. Чернова (Воронцова), В. Стржельчик (Николай I), Б. Рыжухин (Бенкендорф), А. Пустохин (Дубельт), В. Тыкке (Дантес), В. Усков (Салтыков), Г. Демидова (смотрительница), Р. Лебедев (Жуковский), О. Басилашвили (Кукольник), В. Тодоров (Бенедиктов), Н. Боярский (Битков), Михаил Храбров (Богомазов), Иг. Дмитриев (князь Пётр). | Телефильм ЛенТв по мотивам пьесы                                                                                               |
| 1968           | Югославия          | «Бег» (Bekstvo)                                                                           | Здравко Шотра                   | Неда Спасоевич (Серафима), Стево Жигон (Голубков), Бранислав Еринич (Чарнота), Люба Тадич (Хлудов), Мия Алексич (Корзухин) | Телефильм |
| 1969           | Италия             | «Дни Турбиных» (итал. I giorni dei Turbin)                                                | Эдмо Фенольо                    | Марьяно Риджильо (Алексей Турбин), Руджеро Мити (Николай Турбин), Леда Негрони (Елена Тальберг), Джованни «Джанни» Муси (Владимир Тальберг), Ренцо Палмер (Мышлаевский), Лино Каполиккьо (Шервинский), Пьерлуиджи Апра (Лариосик) | Телефильм RAI |
| 1970           | СССР               | «Бег»                                                                                     | Александр Алов Владимир Наумов  | Людмила Савельева (Серафима Корзухина), Алексей Баталов (Сергей Голубков), Михаил Ульянов (Григорий Чарнота), Татьяна Ткач (Люська Корсакова), Владислав Дворжецкий (Роман Хлудов), Евгений Евстигнеев (Парамон Корзухин) | Художественный фильм по мотивам произведений «Бег», «Белая гвардия», «Чёрное море»                                             |
| 1971           | Франция            | «Бег» (фр. La fuite)                                                                      | Филипп Жулиа                    | Мартина Сарсе (Серафима), Пьер Перне (Голубков), Альфред Адам (Чарнота), Даниэль Желен (Хлудов), Юбер Дешан (Корзухин) | Телефильм |
| 1972           | ФРГ                | «Пилат и другие» (нем. Pilatus und Andere, Ein Film für Karfreitag)                       | Анджей Вайда                    | Войцех Пшоняк (Иешуа Га-Ноцри), Ян Кречмар (Понтий Пилат), Анджей Лапицкий (Афраний), Даниэль Ольбрыхский (Левий Матфей), Ежи Зельник (Иуда Искариот) | Телефильм по мотивам романа «Мастер и Маргарита»                                                                               |
| 1972           | Югославия · Италия | «Мастер и Маргарита» (итал. Il maestro e Margherita)                                      | Александр Петрович              | Уго Тоньяцци (Мастер), Бата Живоинович (Коровьев), Ален Кюни (Воланд), Мимзи Фармер (Маргарита) | Художественный фильм |
| 1973           | СССР               | «Иван Васильевич меняет профессию»                                                        | Леонид Гайдай                   | Юрий Яковлев (Бунша / Иоанн Васильевич Грозный), Леонид Куравлёв (Жорж Милославский), Александр Демьяненко (инженер Тимофеев) | Художественный фильм по мотивам пьесы «Иван Васильевич»                                                                        |
| 1973           | СССР               | «Всего несколько слов в честь господина де Мольера»                                       | Анатолий Эфрос                  | Юрий Любимов (Мольер / Сганарель), Ирина Кириченко (Мадлен Бежар), Леонид Броневой (Людовик XIV), Александр Ширвиндт (Дон Жуан) | Телеспектакль ЦТ по пьесе М. Булгакова «Кабала святош» и комедии Ж. Б. Мольера «Дон Жуан»                                      |
| 1976           | Италия             | «Собачье сердце» (итал. Cuore di cane)                                                    | Альберто Латтуада               | Макс Фон Сюдов (профессор Преображенский), Марио Адорф (доктор Борменталь), Коки Понцони (Бобиков) | Художественный фильм |
| 1976           | СССР               | «Никогда не отвлекайтесь на работе»                                                       | Виталий Фетисов                 | Олег Табаков (Стёпа Лиходеев), Глеб Стриженов (Коровьев) | Кинофельетон по мотивам романа «Мастер и Маргарита» (7-я глава). Курсовая/дипломная работа во ВГИКе (хронометраж 20 минут)     |
| 1976           | СССР               | «Дни Турбиных»                                                                            | Владимир Басов                  | Андрей Мягков (Алексей Турбин), Андрей Ростоцкий (Николай Турбин), Валентина Титова (Елена Тальберг), Олег Басилашвили (Владимир Тальберг), Владимир Басов (Виктор Мышлаевский), Василий Лановой (Леонид Шервинский) | Художественный фильм |
| 1977           | Италия             | «Роковые яйца» (итал. Le uova fatali)                                                     | Уго Грегоретти                  | Гастоне Москин (Персиков), Санто Версаче (Панкрат), Алессандро Абер (Бронский), Bruno Alessandro (Рокк) | Телефильм |
| 1977 либо 1978 | Венгрия            | «Блаженство» (венг. Boldogság), известен как «Иван Васильевич» (венг. Ivan Vasziljevics)  | Габор Варконьи                  | Роберт Кольтаи (Рейн), Петер Хауман (Милославский), Дёже Гараш (Бунша-Корецкий) | Телефильм Magyar Televízió |
| 1986           | Венгрия            | «Зойкина квартира» (венг. Zojka szalonja)                                                 | Ласло Феликс                    | Илона Береш (Зойка), Петер Хауман (Аметистов) | Телефильм |
| 1988           | СССР               | «Собачье сердце»                                                                          | Владимир Бортко                 | Евгений Евстигнеев (профессор Преображенский), Борис Плотников (доктор Борменталь), Владимир Толоконников (Шариков) | Художественный фильм |
| 1988           | Польша             | «Мастер и Маргарита» (пол. Mistrz i Małgorzata)                                           | Мацей Войтышко                  | Густав Холоубек (Воланд), Владислав Ковальский (Мастер), Анна Дымна (Маргарита), Мариуш Бенуа (Азазелло), Збигнев Запасевич (Понтий Пилат) | Сериал (4 серии) |
| 1990           | СССР               | «История болезни»                                                                         | Алексей Праздников              | Александр Галибин, Вячеслав Захаров, Антонина Шуранова, Александр Романцов | Художественный фильм по мотивам рассказа «Красная корона»                                                                      |
| 1991           | Великобритания     | «Инцидент в Иудее» (англ. Incident in Judea)                                              | Пол Брайерс (англ. Paul Bryers) | Марк Райлэнс (Иешуа), Джон Вудвайн (Пилат), Джим Картер (Афраний) | Телефильм по мотивам романа «Мастер и Маргарита»                                                                               |
| 1991           | СССР               | «Записки юного врача»                                                                     | Михаил Якжен                    | Андрей Никитинских (Бомгард), Александр Маслов (Поляков) | Художественный фильм по мотивам рассказов «Полотенце с петухом», «Стальное горло», «Тьма египетская», «Вьюга», «Морфий»        |
| 1991           | СССР               | «Красный остров»                                                                          | Александр Фенько                | Александр Феклистов, Андрей Болтнев | Художественный фильм по мотивам произведений «Багровый остров», «Театральный роман», «Иван Васильевич», «Мольер», «Дьяволиада» |
| 1994           | Россия             | «Мастер и Маргарита»                                                                      | Юрий Кара                       | Анастасия Вертинская (Маргарита), Виктор Раков (Мастер), Николай Бурляев (Иешуа Га-Ноцри), Михаил Ульянов (Понтий Пилат), Валентин Гафт (Воланд), Александр Филиппенко (Коровьев-Фагот), Владимир Стеклов (Азазелло), Виктор Павлов (кот Бегемот) | Художественный фильм |
| 1995           | Россия · Чехия     | «Роковые яйца»                                                                            | Сергей Ломкин                   | Олег Янковский (Владимир Персиков), Андрей Толубеев (Александр Рокк), Михаил Козаков (Воланд) | Художественный фильм |
| 1996           | Россия             | «Мастер и Маргарита»                                                                      | Сергей Десницкий                | | Телеспектакль |
| 2003           | Россия             | «Театральный роман»                                                                       | Олег Бабицкий Юрий Гольдин      | Игорь Ларин (Максудов), Максим Суханов (Иван Васильевич / Пётр Бомбардов) | Художественный фильм |
| 2003           | Россия             | «Хорошо забытое старое»                                                                   | Ефим Гамбург                    | Ирина Муравьёва, Евгений Весник, Павел Винник, Александр Пожаров | Анимационный фильм по мотивам повести «Роковые яйца»                                                                           |
| 2005           | Венгрия            | «Мастер и Маргарита» (венг. A mester és Margarita)                                        | Ибойя Фекете                    | Сергей Греков (Воланд), Юдит Хернади, Григорий Лифанов (Мастер), Золтан Мучи (Коровьев), Регина Мянник (Маргарита), Петер Шерер (кот Бегемот) | Короткометражный фильм |
| 2005           | Россия             | «Мастер и Маргарита»                                                                      | Владимир Бортко                 | Олег Басилашвили (Воланд), Александр Галибин (Мастер), Анна Ковальчук (Маргарита), Александр Абдулов (Коровьев-Фагот), Кирилл Лавров (Пилат), Сергей Безруков (Иешуа Га-Ноцри) | Сериал (10 серий) |
| 2008           | Россия             | «Морфий»                                                                                  | Алексей Балабанов               | Леонид Бичевин (Михаил Поляков), Ингеборга Дапкунайте (Анна Николаевна), Светлана Письмиченко (Пелагея Ивановна), Андрей Панин (Анатолий Демьяненко) | Художественный фильм по мотивам цикла рассказов «Записки юного врача» и рассказа «Морфий»                                      |
| 2010           | Израиль            | «Мастер и Маргарита, часть первая, глава 1»                                               | Терентий Ослябя                 | | Анимационный фильм |
| 2012           | Россия             | «Белая гвардия»                                                                           | Сергей Снежкин                  | Константин Хабенский (Алексей Турбин), Михаил Пореченков (Виктор Мышлаевский), Евгений Дятлов (Леонид Шервинский), Андрей Зибров (Александр Студзинский), Сергей Брюн (Лариосик), Николай Ефремов (Николай Турбин) | Телесериал |
| 2012           | Великобритания     | «Записки юного врача» (англ. A Young Doctor's Notebook)                                   | Алекс Хардкасл                  | Джон Хэмм (повзрослевший врач), Дэниел Рэдклифф (юный врач) | Телесериал |
| 2024           | Россия             | «Мастер и Маргарита»                                                                      | Михаил Локшин                   | Аугуст Диль (Воланд), Евгений Цыганов (Мастер), Юлия Снигирь (Маргарита), Юрий Колокольников (Коровьев), Алексей Розин (Азазелло), Полина Ауг (Гелла), Леонид Ярмольник (доктор Стравинский) | Художественный фильм |

## Память
- Анна Ахматова после смерти писателя написала стихотворение «Памяти М. А. Булгакова» в марте 1940 года.
- В честь Михаила Булгакова сотрудником Крымской астрофизической обсерватории Людмилой Карачкиной названа малая планета 3469 Bulgakov[84], открытая 21 октября 1982 года.
- В нескольких городах России и Украины существуют улицы, названные в честь М. А. Булгакова.
- В 2007 году в Киеве на Андреевском спуске был открыт памятник Михаилу Булгакову[85].
- Памятники Михаилу Булгакову в Москве находятся на Большой Пироговской улице (скульптор Георгий Франгулян) и на Большой Никитской улице (скульптор Михаил Баскаков).
- В Харькове в Саду скульптур, находящемся на улице Максимилиановской, есть памятники Булгакову и Бегемоту (они изображены сидящими на скамейке).
- В 2012 году открыт памятник Михаилу Булгакову во Владикавказе (скульптор Станислав Тавасиев[86]).
- 2 июня 2017 года в Киеве на доме по бульвару Тараса Шевченко № 14, где располагалась Первая киевская гимназия, в которой учился писатель, открыли мемориальную доску (скульптор Василий Маркуш). 15 августа 2022 года доска была снята.
- В мае 2023 года в Киеве была обновлена (были убраны надписи на русском языке) мемориальная доска на здании музея Михаила Булгакова[87].

### Музеи

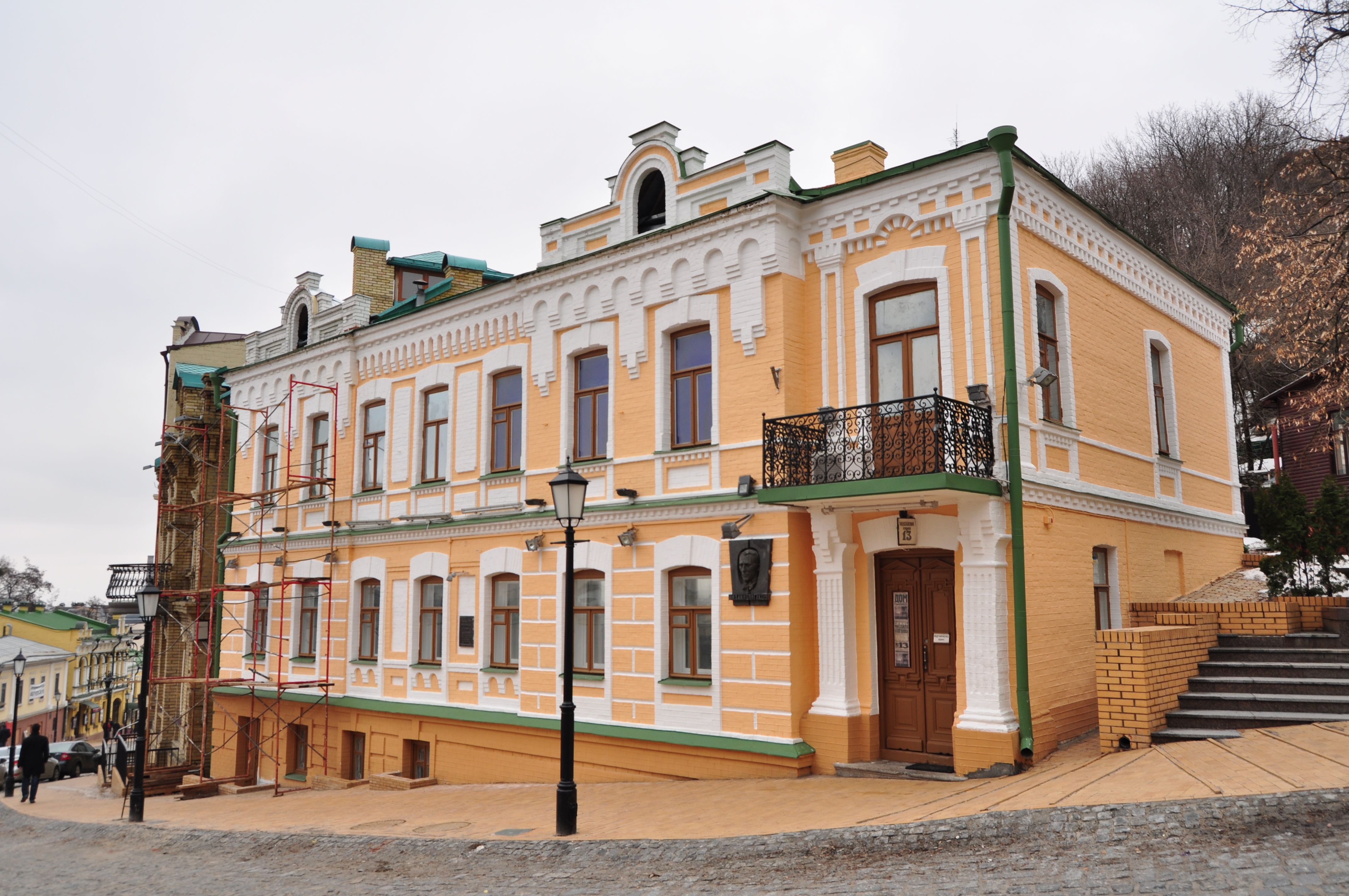
Дом-музей Булгакова в Киеве

- Музей Михаила Афанасьевича Булгакова в Москве «Нехорошая квартира».
- Культурный центр «Булгаковский дом» (Москва, Большая Садовая, д. 10).
- Дом Турбиных, литературно-мемориальный музей имени Михаила Булгакова в Киеве: Андреевский спуск, дом 13[комм. 8].
- Музей одной улицы (музей Андреевского спуска) — часть экспозиции посвящена жизни Михаила Булгакова и его творчеству.

### Документальные фильмы
- 1978 — «Литературное наследство. Михаил Афанасьевич Булгаков. 1891—1940» (режиссёр Дмитрий Чуковский)[88][89].
- 1987 — «Мастер» (режиссёр Ольга Кознова)[90][91].
- 1991 — «Воспоминания о Михаиле Булгакове» (режиссёр Галина Самойлова)[92][93].

### 120-летие
- 15 мая 2011 года в Киеве прошло празднование 120-летия со дня рождения М. Булгакова[94][95].
- В Москве в музее-квартире на Большой Садовой подготовили три новые выставки[96]:
  - «Новые поступления»;
  - «В ящике письменного стола»;
  - «Восемь снов. Бег»[97].
- В парке усадьбы Булгаковых в Буче Киевской области произошло празднование 120-летия со дня рождения Михаила Булгакова. Открыли памятник писателю, заложили сад и провели международный театральный фестиваль[98].

### Галерея

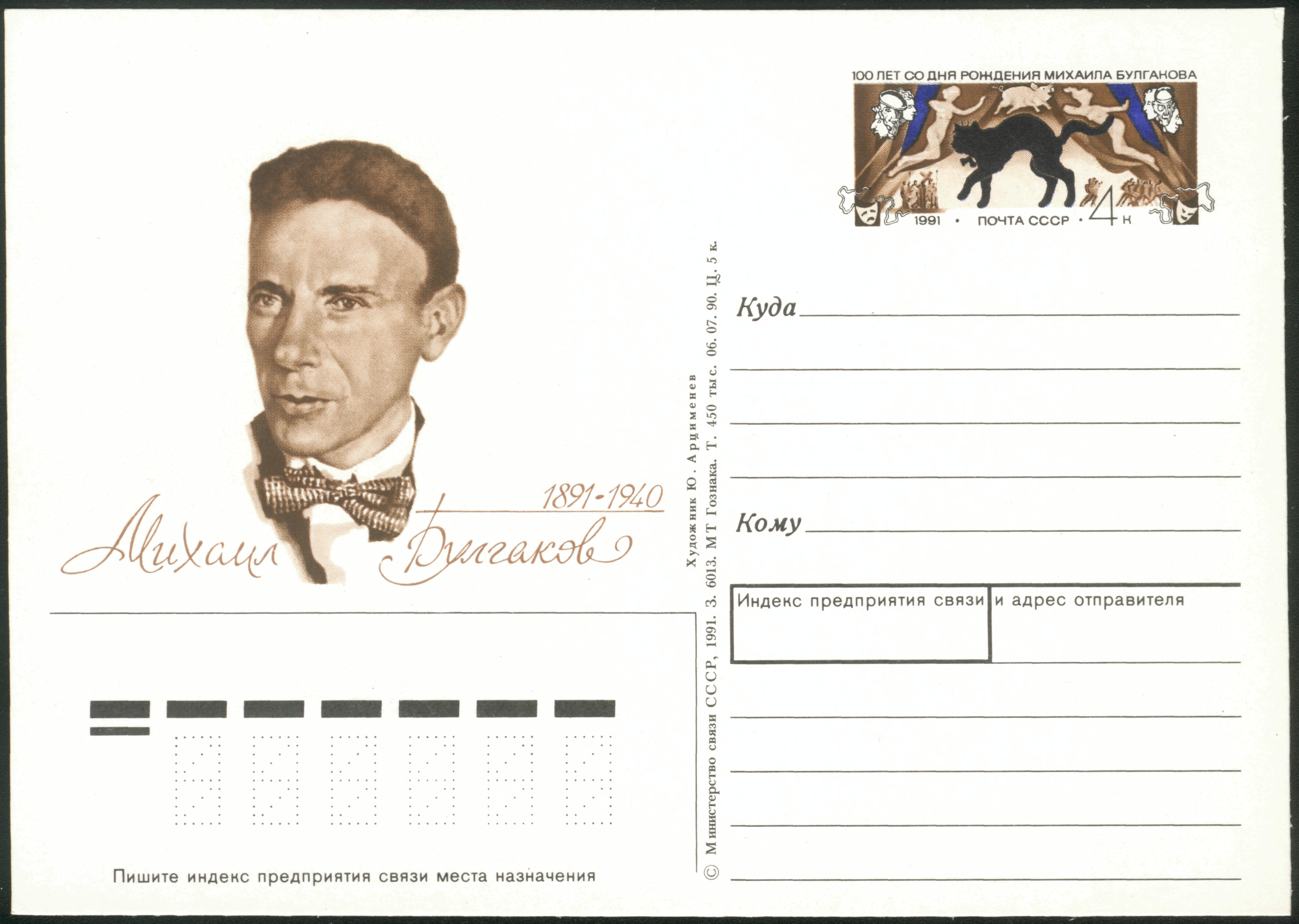
Почтовая карточка СССР, 1991 год
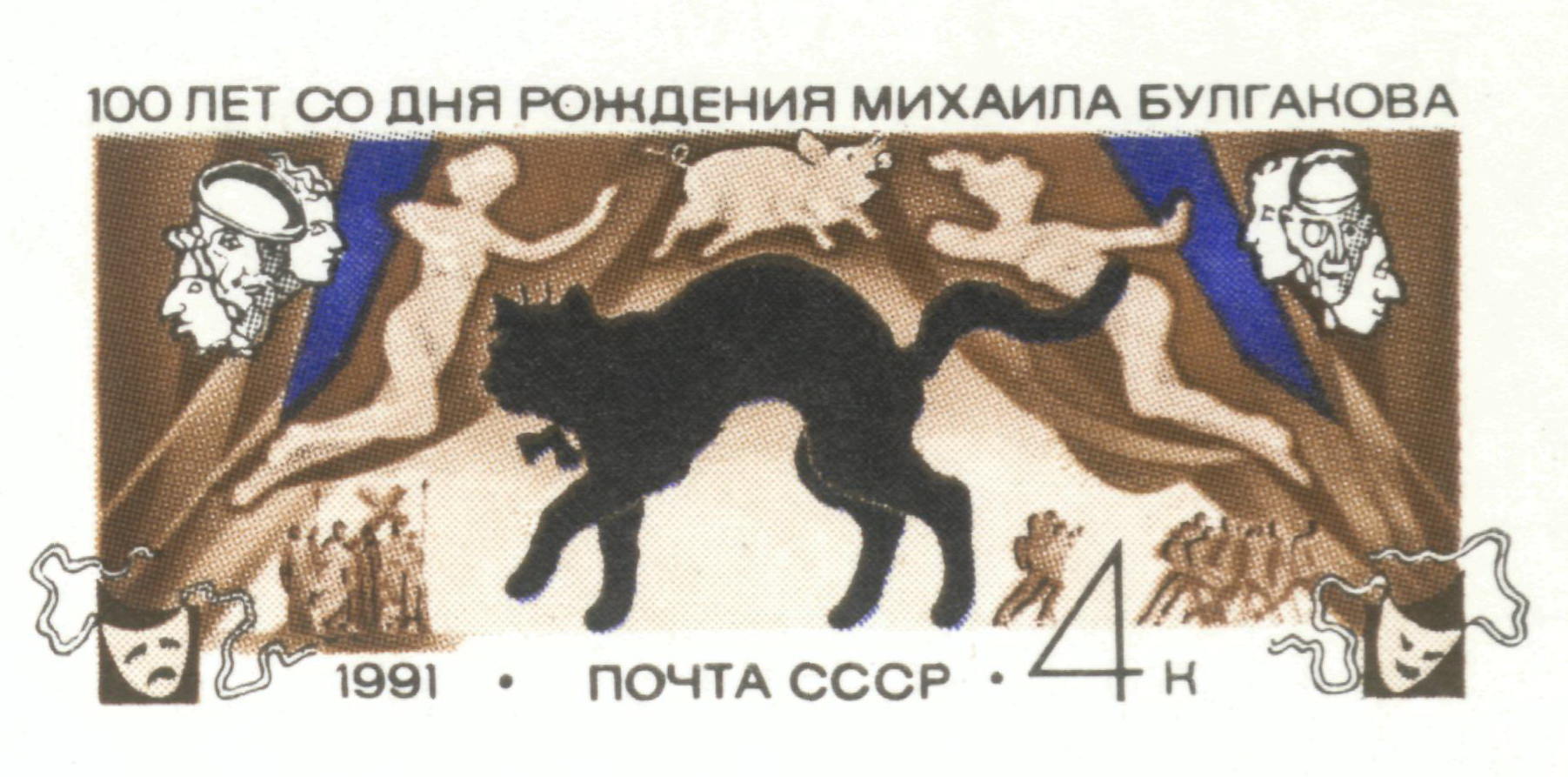
Почтовая марка с персонажами М. Булгакова, художник Юрий Арцименев, 1990
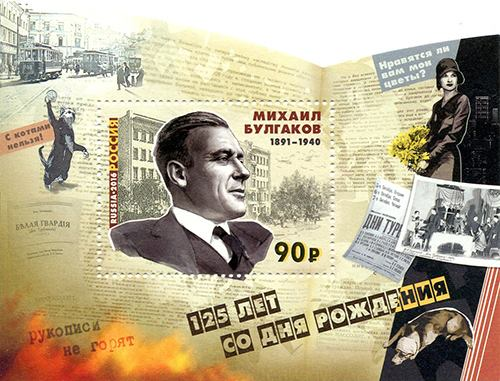
Почтовый блок России, 2016
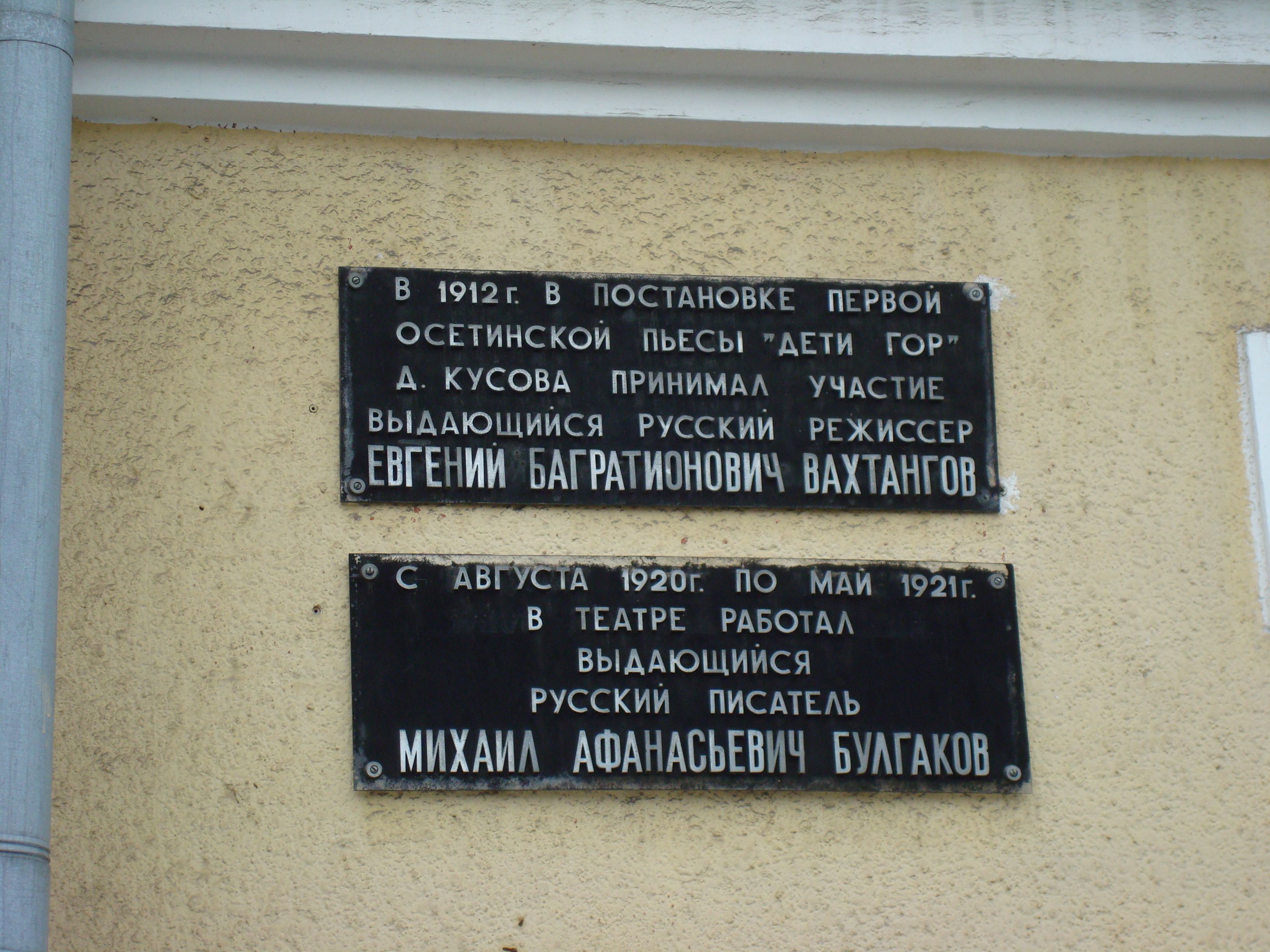
Мемориальная доска Булгакова во Владикавказе
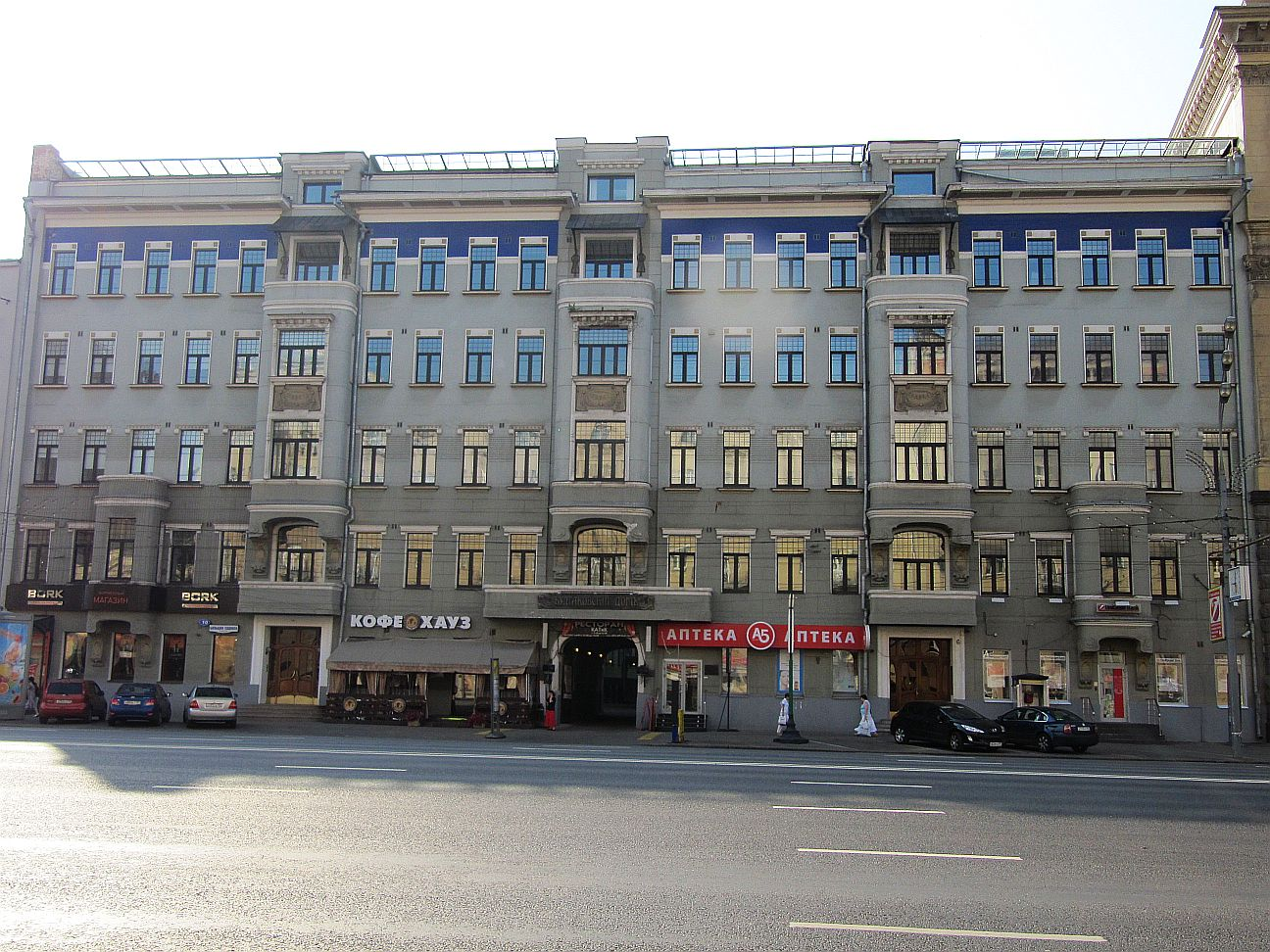
Булгаковский Дом в Москве
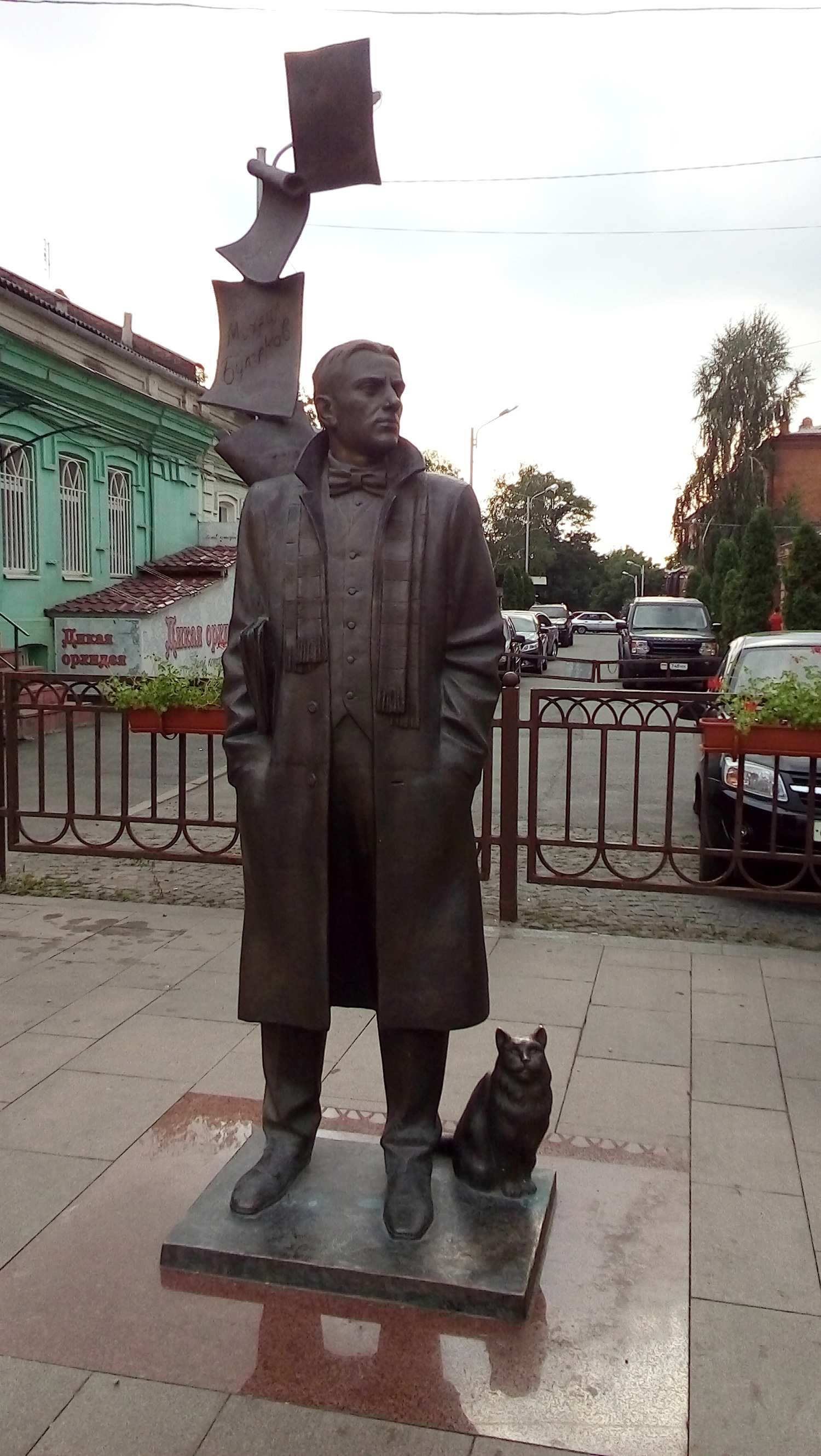
Памятник Михаилу Булгакову во Владикавказе на проспекте Мира
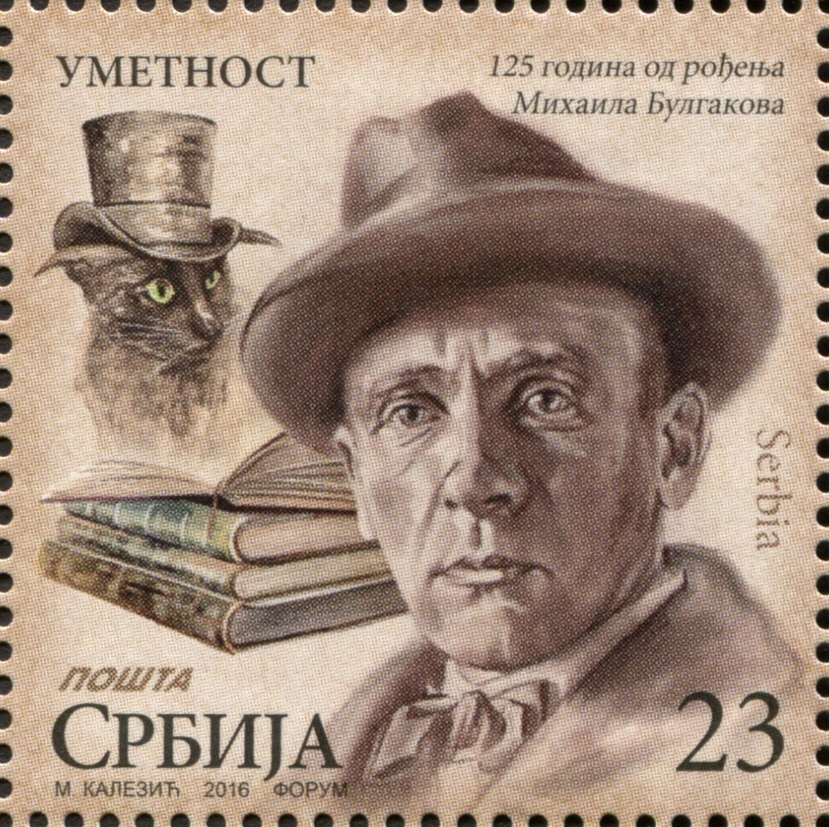
125 лет со дня рождения Михаила Булгакова, Почта Сербии, 2016